# Relaciones Perú-Rusia
Las Relaciones Perú-Rusia (en ruso: Перуанско-Российские отношения) se refieren a las relaciones entre la República del Perú y la Federación Rusa. Ambos son miembros del Foro de Cooperación Económica Asia-Pacífico (APEC).

## Historia

### Antecedentes
En 1863, el entonces presidente del Perú, Miguel de San Román se comunicó con el zar Alejandro II de Rusia, quien había ascendido al poder el año anterior, a través de una carta con el objetivo de preparar la primera delegación diplomática del país andino hacia la potencia euroasiática. Sin embargo, sería recién en el año 1873 que la delegación peruana viajaría al Imperio Ruso, siendo entonces el primer ministro plenipotenciario el diplomático, José Antonio de Lavalle. La razón de su viaje fue para que ambas naciones firmen el primer "Tratado de Amistad, Comercio y Navegación entre Perú y Rusia". Este convenio se firmó en la capital del imperio, San Petersburgo, el 16 de mayo de 1874.
Aquellas relaciones durarían hasta la caída de la monarquía rusa en 1918, siendo aquel Estado reemplazado por la Unión Soviética. No obstante, el Perú establecería relaciones diplomáticas con el país comunista recién el 1 de febrero de 1969.

### Historia reciente
El 13 de noviembre de 2010, Perú y Rusia firmaron el convenio de supresión de visas y entró en vigencia desde el 21 de junio de 2011.

## Misiones diplomáticas
- Perú tiene una embajada en Moscú.
- Rusia tiene una embajada en Lima.

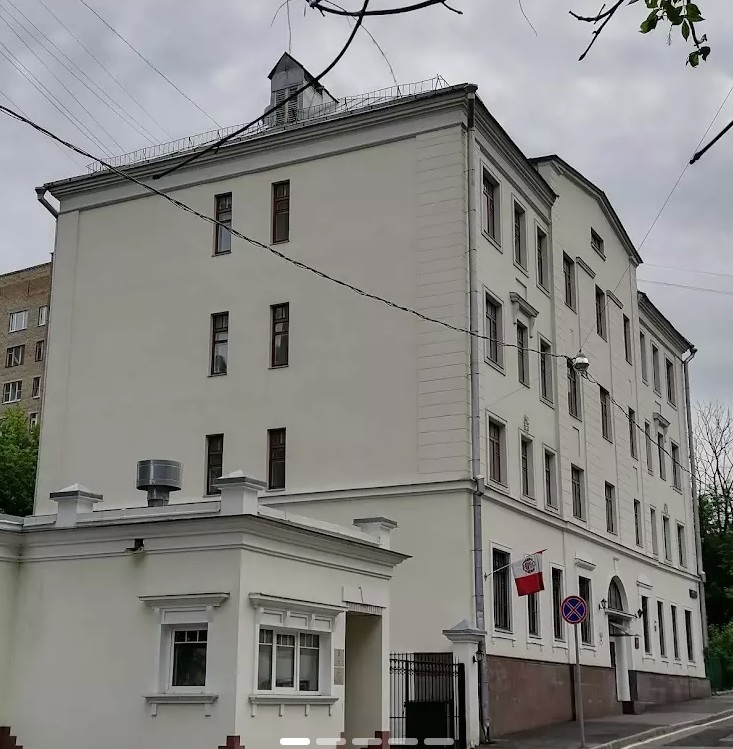
Embajada del Perú en Moscú.
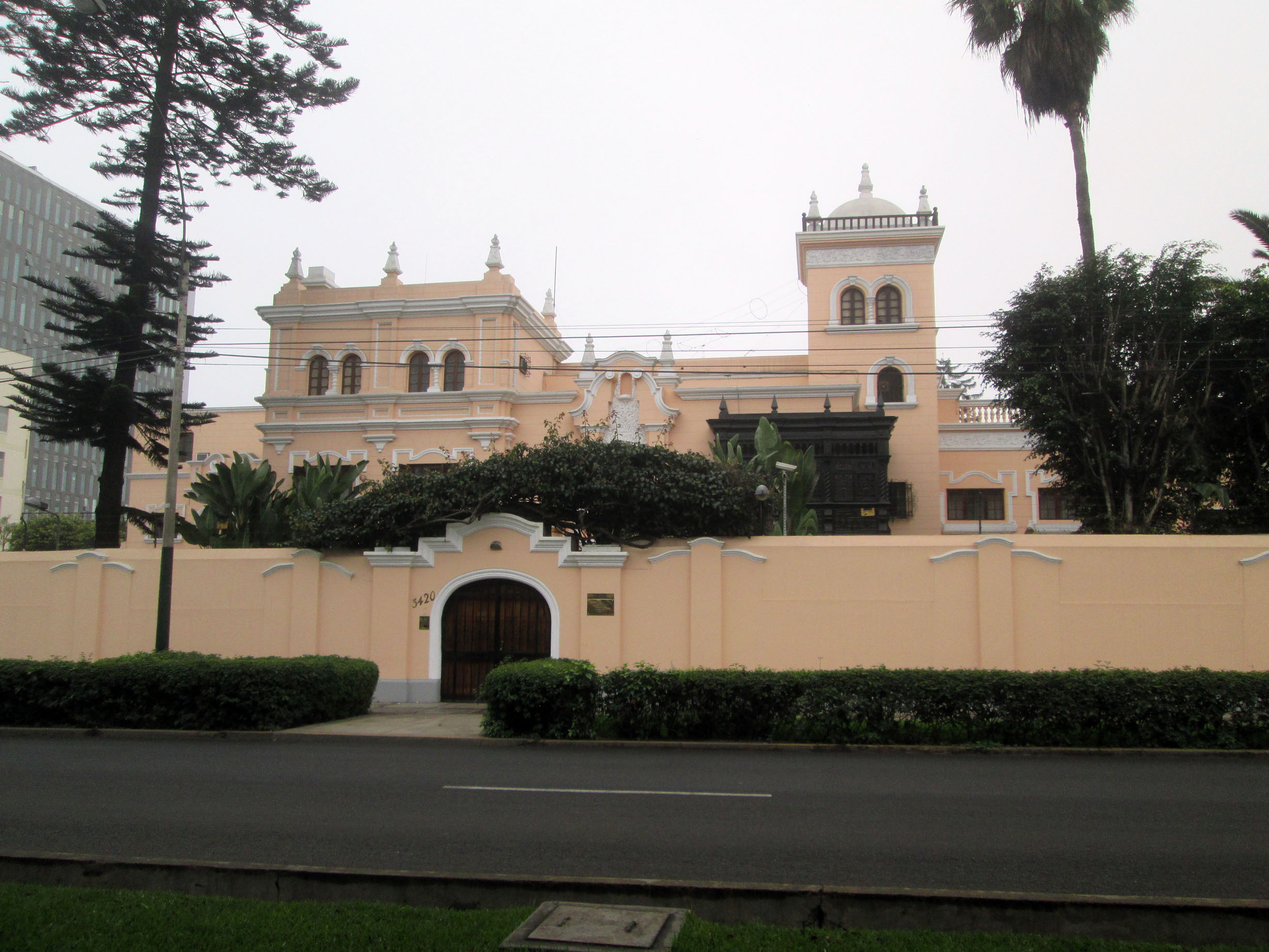
Embajada de Rusia en Lima.